# Dactylispa mixta
Dactylispa mixta is een keversoort uit de familie bladkevers (Chrysomelidae). De wetenschappelijke naam van de soort werd in 1961 gepubliceerd door Kung & Tan.